# Nops ipojuca
Espèce
Nops ipojuca est une espèce d'araignées aranéomorphes de la famille des Caponiidae.

## Distribution
Cette espèce est endémique du Brésil. Elle se rencontre au Ceará, au Paraíba, au Pernambouc, en Alagoas, au Sergipe et au Bahia.

## Description
Le mâle holotype mesure 8,8 mm et la femelle paratype 9,1 mm.

## Étymologie
Son nom d'espèce lui a été donné en référence au lieu de sa découverte, Ipojuca.

## Publication originale
- Sánchez-Ruiz & Brescovit, 2018 : A revision of the Neotropical spider genus Nops MacLeay (Araneae: Caponiidae) with the first phylogenetic hypothesis for the Nopinae genera. Zootaxa, no 4427(1), p. 1-121.